# Hans-Jörg Oestern

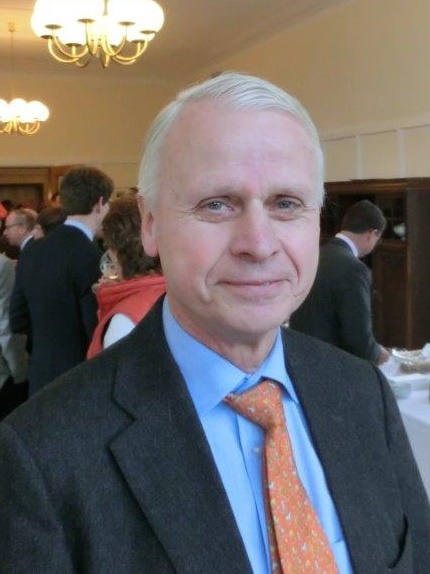
Hans-Jörg Oestern

Hans-Jörg Oestern (* 23. Mai 1945 in Sanderbusch; † 14. Februar 2025 in Celle) war ein deutscher Unfallchirurg.

## Leben
Oestern studierte Medizin in Bonn und Wien. 1965 wurde er Mitglied des Corps Guestphalia Bonn und Greifswald zu Bonn. Das Staatsexamen machte er 1970 in Bonn. Dort promovierte er zum Dr. med. Die damals noch zweijährige Medizinalassistentenzeit absolvierte er in Bonn, Hamburg und Hannover. An der Medizinischen Hochschule Hannover wurde er bei Borst, Pichlmayr und Tscherne zum Chirurgen ausgebildet. Ab 1978 war er Oberarzt in der Unfallchirurgie. Seine Habilitationsschrift wurde von der Deutschen Gesellschaft für Unfallchirurgie mit dem Hans-Liniger-Preis ausgezeichnet. Seit 1980 Privatdozent, war er in den letzten Jahren Leitender Oberarzt der international angesehenen Klinik. 1985 wurde Oestern zum apl. Professor der MHH ernannt und zum Chefarzt der Klinik für Unfall- und Wiederherstellungschirurgie vom Allgemeinen Krankenhaus Celle gewählt. Nach dem ICE-Unfall von Eschede organisierte er 1998 überaus erfolgreich die Versorgung der Verletzten. Dabei halfen viele Chirurgen aus der näheren und weiteren Umgebung Celles. 2009 leitete er die 183. Tagung der Vereinigung Nordwestdeutscher Chirurgen. Im September 2010 pensioniert, wurde er 2011/12 an derselben Klinik reaktiviert.

## Ehrenämter
- Vorsitzender der Arbeitsgemeinschaft Polytrauma der Deutschen Gesellschaft für Unfallchirurgie (seit 1990)
- Präsident der Deutschen Gesellschaft Unfallchirurgie (1997)
- Präsident der Deutschen Gesellschaft für Plastische und Wiederherstellungschirurgie (2000)
- Mitglied der Fachgruppe Unfallchirurgie/Orthopädie der Bundesgeschäftsstelle Qualitätssicherung (seit 2000)
- Präsident der Deutschen Sektion der internationalen Arbeitsgemeinschaft für Osteosynthesefragen (2004–2012)
- Mitgründer der European Society for Trauma and Emergency Surgery (ESTES); Chairman der Sektion Skeletal Trauma and Sports Medicine (2006)[5]
- Berater Public Health Province Tianjin Bureau China (seit 2007)
- Präsident der Vereinigung Nordwestdeutscher Chirurgen (2008)
- Mitglied der Gutachterkommission der Schlichtungsstelle für Arzthaftpflichtfragen der norddeutschen Ärztekammern
- Präsident des Rotary Clubs Celle (2011)[6]

## Ehrungen
- Hans-Liniger-Preis der Deutschen Gesellschaft für Unfallchirurgie (1982)[7]
- Prof. Dr. h. c. der University of Madras (2005)
- Ehrenmitglied der Deutschen Gesellschaft für Unfallchirurgie
- Ehrenmitglied der European Society for Trauma and Emergency Surgery (2012)
- Richard-von-Volkmann-Medaille der Mitteldeutschen Chirurgenvereinigung (2012)[8]
- Karl-August-Schuchardt-Büste und Medaille der Deutschen Gesellschaft für Plastische und Wiederherstellungschirurgie (2013)
- Ehrenmitglied von AOTrauma Deutschland[9]

## Werke
- mit Jürgen Probst: Unfallchirurgie in Deutschland. Berlin 1997, ISBN 978-3540633273
- mit Ewald Hüls: Die ICE-Katastrophe von Eschede. Berlin 1999, ISBN 978-3540658078
- Das Polytrauma. Präklinisches und klinisches Management. Urban & Fischer/Elsevier, 2007, ISBN 978-3437242809
- mit Selman Uranues und Otmar Trentz: European Manual of Medicine: Trauma Surgery, Vol. I (2011) und Vol. II (2014)